# Руда (гміна Кшивда)
Руда (пол. Ruda) — село в Польщі, у гміні Кшивда Луківського повіту Люблінського воєводства.
Населення — 180 осіб (2011).
У 1975-1998 роках село належало до Седлецького воєводства.

## Демографія
Демографічна структура станом на 31 березня 2011 року:
|          | Загалом | Допрацездатний вік | Працездатний вік | Постпрацездатний вік |
| -------- | ------- | ------------------ | ---------------- | -------------------- |
| Чоловіки | 90      | 18                 | 62               | 10                   |
| Жінки    | 90      | 26                 | 43               | 21                   |
| Разом    | 180     | 44                 | 105              | 31                   |